# Pseudocentema bispinatum
Pseudocentema bispinatum är en insektsart som beskrevs av Chen, S.C. och Yun He He 2002. Pseudocentema bispinatum ingår i släktet Pseudocentema och familjen Phasmatidae. Inga underarter finns listade i Catalogue of Life.